# Beisheim-Center
Das Beisheim-Center ist ein Bauensemble am Potsdamer Platz im Berliner Ortsteil Tiergarten. Das Gebäudeensemble auf dem Lenné-Dreieck umfasst mehrere Hotels, Bürogebäude und Apartmenthäuser.
Markantestes Gebäude ist das HotelhochhausThe Ritz-Carlton Berlin zum Potsdamer Platz, sowie das Hotel Berlin Marriott International an der Ebertstraße. Zum Ensemble gehört ferner ein Bürogebäude an der Ebertstraße, ein weiteres Bürogebäude in der Privatstraße Berliner Freiheit sowie die Tower Apartments oberhalb des Ritz-Carlton und die Parkside Apartments am Henriette-Herz-Park und der Lennéstraße – direkt gegenüber dem Großen Tiergarten.
Otto Beisheim ließ das Ensemble für 463 Millionen Euro errichten.

## Umfang
Das Ensemble erstreckt sich im Bereich zwischen der Lennéstraße, der Ebertstraße, dem Potsdamer Platz und der Straße am Park. Nicht zum Beisheim-Center gehören die fünf Bürogebäude Lennéstraße 3–11 sowie das Bürogebäude Lennéstraße 1 / Ebertstraße 1.
Das Beisheim-Center besteht aus:
- The Ritz-Carlton Berlin mit Tower Apartments (Architekten Hilmer & Sattler und Albrecht, 2000–2003)
- Berlin Marriott International (Architekturbüro Bernd Albers, 2000–2004)
- Parkside Apartments (David Chipperfield Architects)
- Bürogebäude Berliner Freiheit 2 (Architekten Hilmer & Sattler und Albrecht, 2000–2003)
- Bürogebäude Ebertstraße 2 (Architekten Modersohn & Freiesleben)

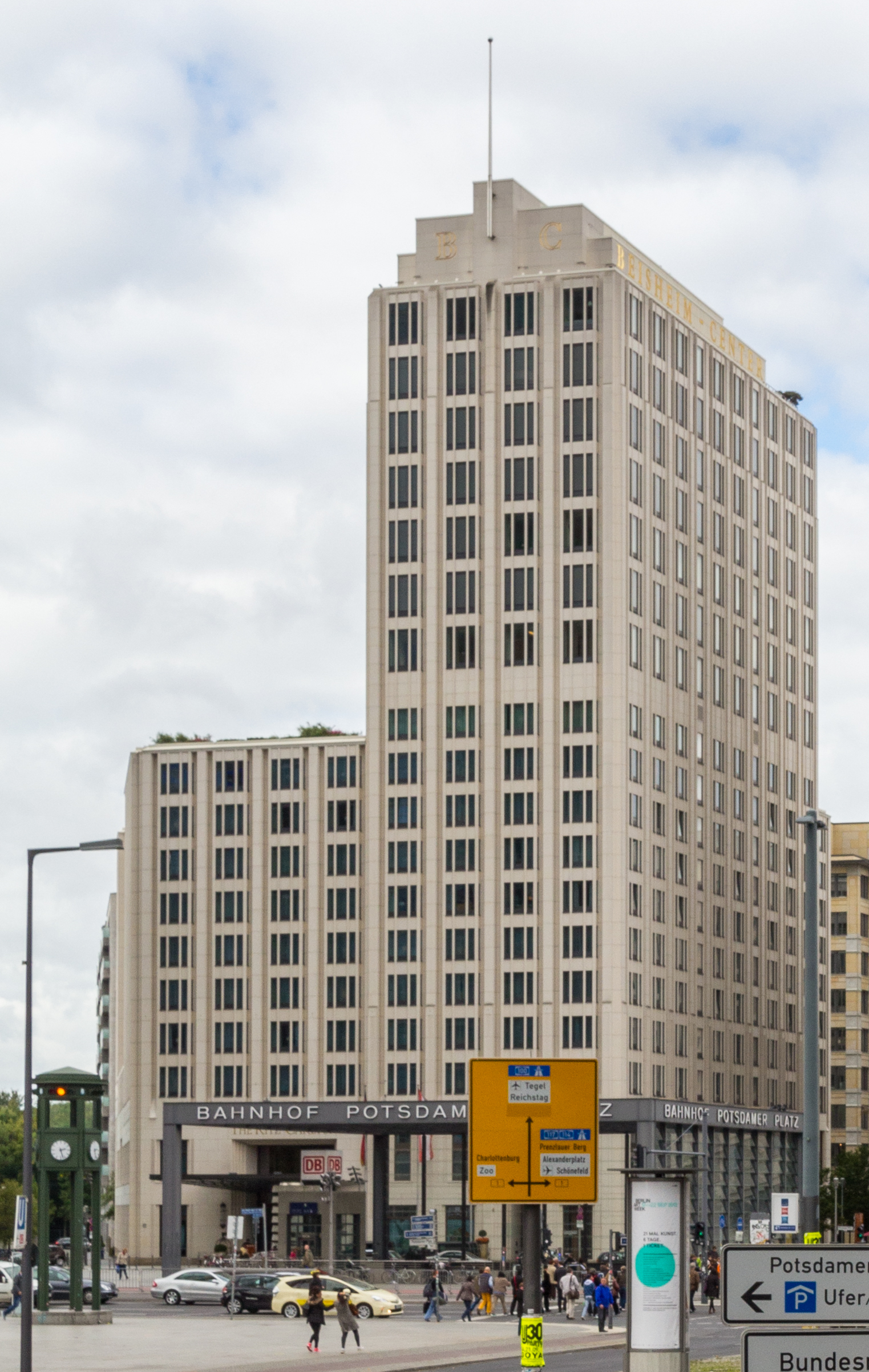
Ritz-Carlton und Tower Apartments
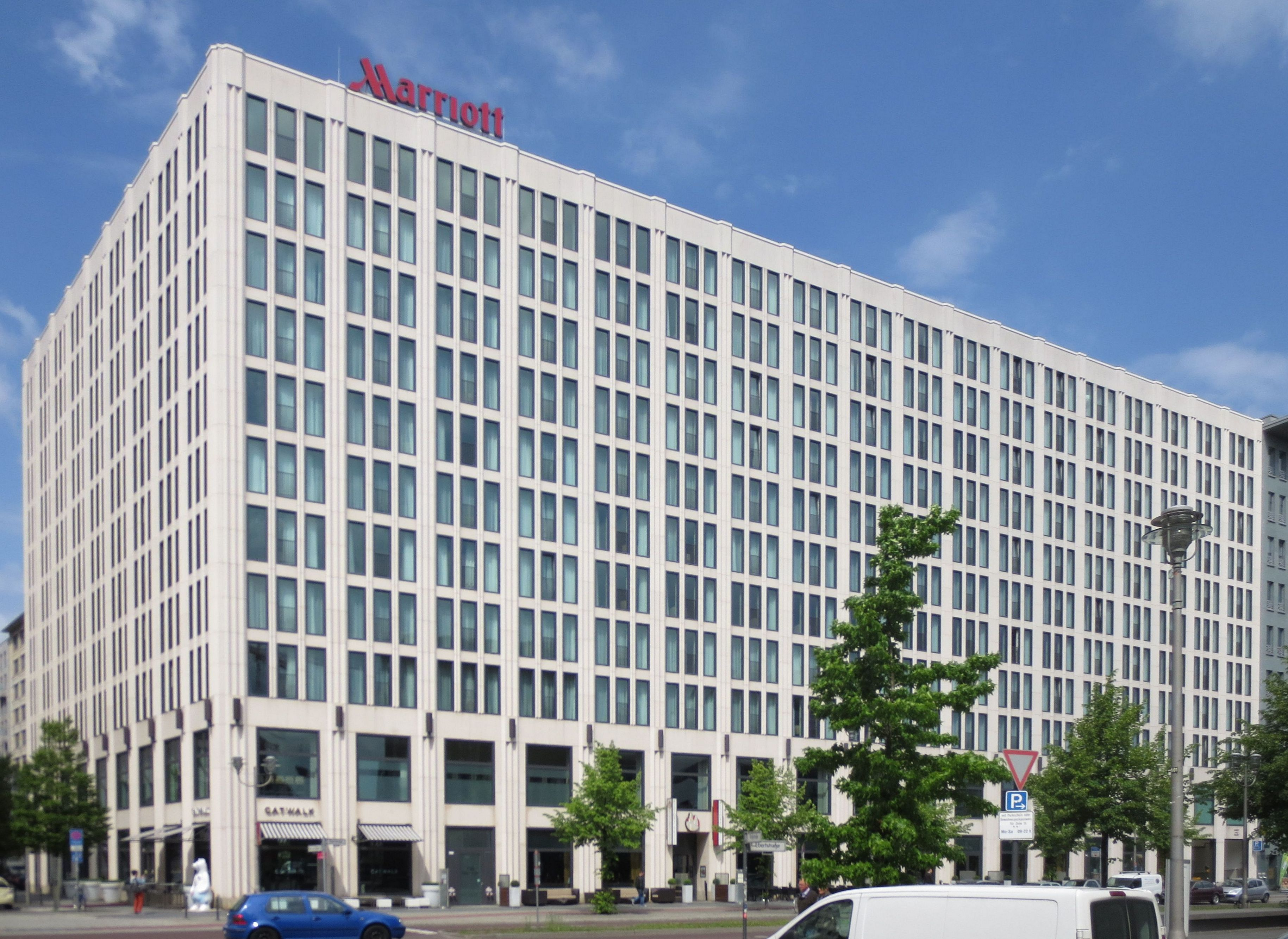
Berlin Marriott International
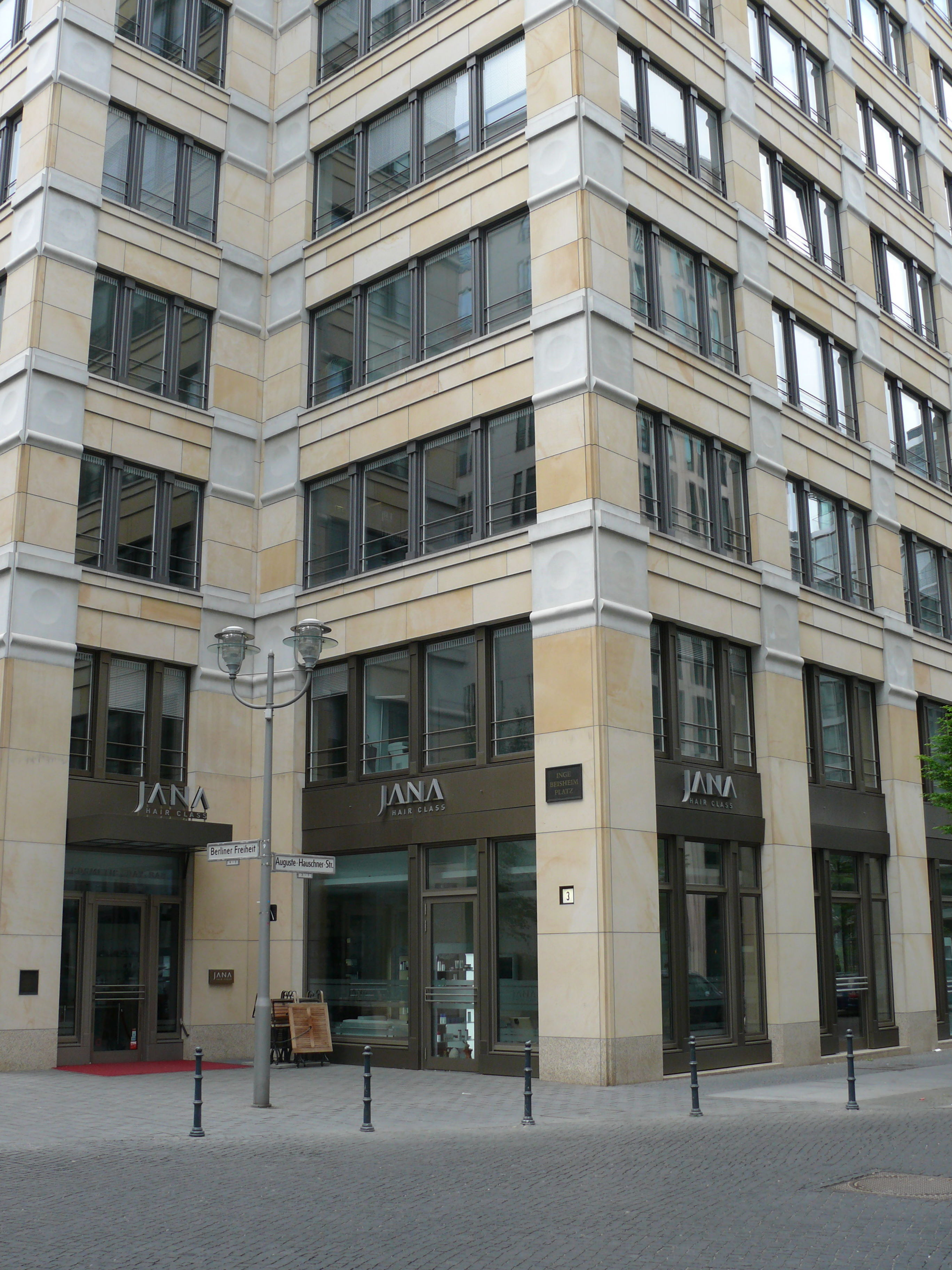
Bürogebäude Berliner Freiheit 2

## Konzept
Erstmals in Deutschland wurde im Beisheim-Center das Konzept „Wohnen mit Fünf-Sterne-Plus-Hotelservice“ realisiert – das bedeutet, die Bewohner der Apartments können sowohl die Serviceleistungen als auch die Infrastruktur des Ritz-Carlton in Anspruch nehmen.
Im Gegensatz zu den anderen Anrainern am Potsdamer Platz wurde beim Bau des Beisheim Centers auf ein Einkaufszentrum und Entertainment verzichtet. Im Januar 2009 eröffnete in der Privatstraße der Veranstaltungsort „Berliner Freiheit“.
Das markanteste und höchste Gebäude des Ensembles ist das Ritz-Carlton mit seiner Fassade zum Potsdamer Platz. Es ist 70 Meter hoch, mit der Metallspitze auf dem Dach hat es eine Höhe von 82 Metern.
Die Architektur beruht auf dem Konzept der „verdichteten Stadt“ mit klaren Formen und moderner Sachlichkeit aus Stein. Bis auf das Kopfgebäude haben alle Gebäude eine einheitliche Traufhöhe von 35 Metern.

## Architektur
Die fünf Gebäude stammen von vier Architekten. Die Tower Apartments, das Hotel The Ritz-Carlton Berlin und das Bürogebäude Berliner Freiheit 2 wurden von dem Architekturbüro Hilmer & Sattler und Albrecht entworfen.
Das Architekturbüro von Bernd Albers entwarf das Marriott-Hotel mit seiner vertikal strukturierten Fassade aus hellem Kalkstein und klassischen Zitaten. Im Innern besitzt es ein haushohes Atrium, um das die Zimmer und Suiten angeordnet sind.
Die Parkside Apartments des Büros David Chipperfield Architects aus London und Berlin. Es hat eine helle Muschelkalkfassade.
Das Bürogebäude Ebertstraße 2 wurde vom Architekturbüro Modersohn & Freiesleben, Berlin, entworfen. Die symmetrische Natursteinfassade wurde mit Verde Salvan verkleidet, dessen unregelmäßige Struktur eine grünlich schimmernde Farbskala besitzt. Die Fensterbrüstungen bestehen aus floralen Aluminiumornamenten, die auf einer Zeichnung von Louis Sullivan beruhen.